# Фомин, Виктор Викторович
Виктор Викторович Фомин (род. 17 сентября 1978 года) — российский терапевт, доктор медицинских наук (2008), член-корреспондент РАН (2016).
С отличием окончил ММА имени И. М. Сеченова, где в дальнейшем и работает, в настоящее время — заведующий кафедрой факультетской терапии №1 Института клинической медицины им. Н. В. Склифосовского, с 2013 года — проректор по лечебной работе.
Главный внештатный специалист общей врачебной практики Департамента здравоохранения города Москвы.
В 2017 году удостоен Благодарности Президента Российской Федерации
В 2020 году награждён орденом Пирогова